# Покутське повстання
Покутське повстання (1648) — масовий збройний виступ населення Покуття проти національно-конфесійних та соціальних утисків. 

## Історія
Покутське повстання спалахнуло у вересні 1648 і тривало до кінця року. До зброї взялися селяни, міщани, частина дрібних шляхтичів й священиків — усього близько 15 тис. осіб.
За козацьким зразком формували полки й курені, старшини яких обиралися. Найбільші з них мали корогви й литаври. Окремі загони діяли разом із козаками. Повстанці громили панські садиби й костели, захоплювали міста і замки, розправлялися з шляхтою, поляками, католицьким духовенством, орендарями. Основними вогнищами боротьби були: у центральній частині Покуття — містечко Отиня (нині смт Отинія; полк С. Височана), на півночі — Товмаччина (загони Я. Поповича, М. Чеваги, Василя Копистки, П. Шевчика), на сході — м. Обертин з околицями (загони Літуса, Григи), на заході — Делятинщина (загін Андрія) — й на півдні — Заболотівщина (загони І. Кравця, М. Кравця, Тинця, С. Кушніра, Коритка).
Центром повстання стала Отиня, де перебував його керівник С. Височан, котрий, можливо, підтримував зв'язки з гетьманом Б. Хмельницьким. Важливу роль ув організації повстання відіграли шляхтичі Березовські, Грабовецькі, Голинські та ін. Під натиском польських підрозділів у грудні 1648 С. Височан із полком залишив Покуття і відступив у Поділля.
Покутське повстання було придушене.